# Kaohsiung-Orgel

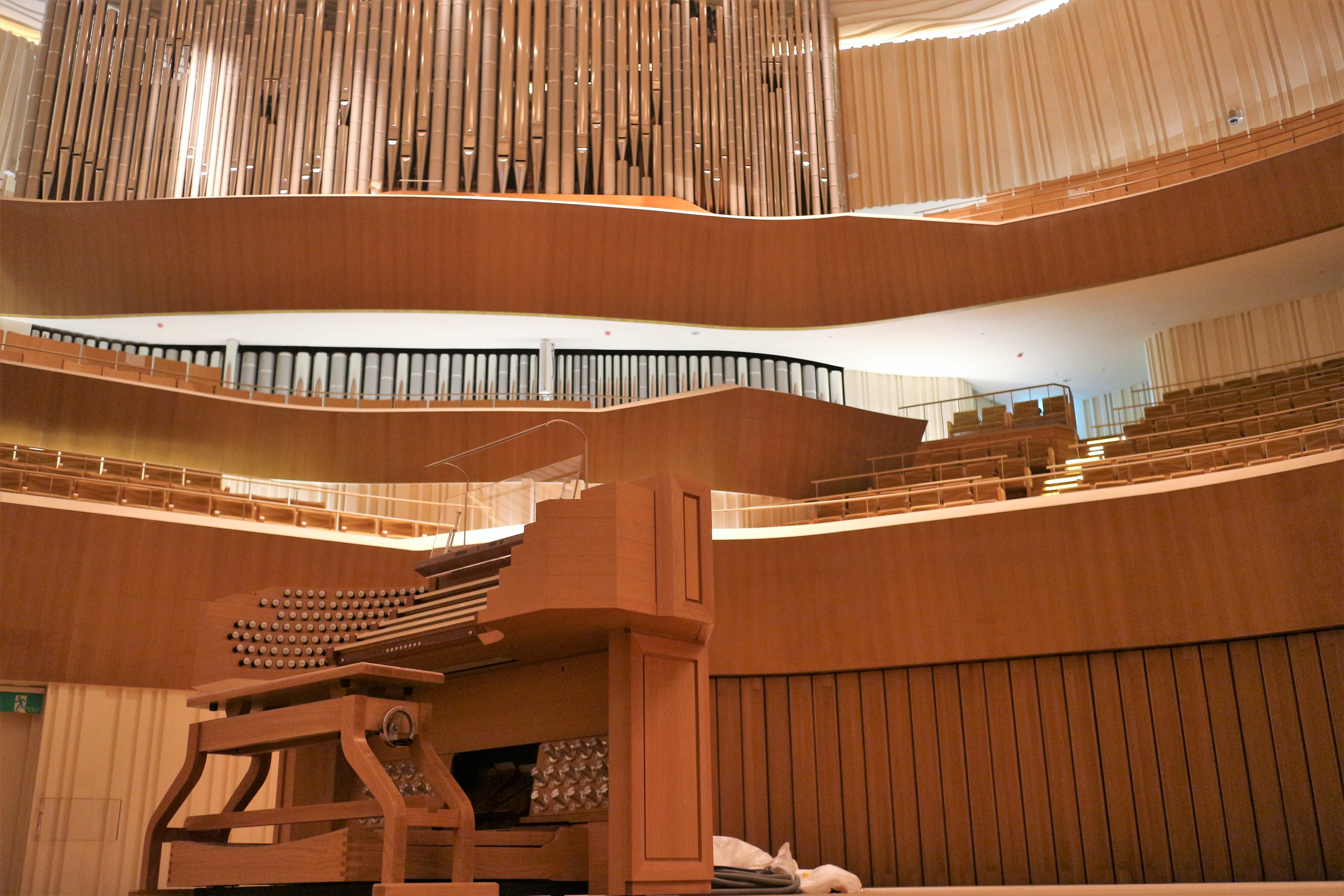
Kaohsiung-Orgel

Die Kaohsiung-Orgel steht im Nationalen Kunst- und Kulturzentrum Weiwuying in Kaohsiung (Taiwan) und ist die größte Orgel Asiens. Die Konzertorgel verfügt über 105 Register und besteht aus zwei separaten, jedoch zusammen spielbaren Instrumenten. Die Orgel wurde 2018 von der Firma Johannes Klais Orgelbau für den Konzertsaal des Kulturzentrums gebaut und zeigt im Prospekt gigantische Bambusrohre.

## Planung
Auf einem Militärgelände inmitten der 3-Millionen-Metropole Kaohsiung an der Südwestspitze Taiwans wurde 2006 das größte Kulturzentrum Asiens gebaut. Das von der niederländische Architektin Francine Houben entworfene Zentrum beherbergt – neben etlichen weiteren Räumen – einen Konzertsaal mit 2000 Sitzplätzen, ein Opernhaus mit 2260 Sitzplätzen, ein Schauspielhaus mit 1250 Sitzplätzen und einen kleinen Kammermusiksaal mit 470 Sitzplätzen.
Bei der Architektur verweist ihre Gestaltung auf örtliche Baumarten und auch der Orgelprospekt sollte auf die typischen Bambusgehölze der Region verweisen. Als Orgelsachverständiger für den Generalunternehmer Mecanoo wurde Olivier Latry, Titularorganist an der Pariser Kathedrale Notre-Dame, engagiert. Konzipiert wurde eine Doppelorgel, deren großes Instrument der Klangästhetik der französischen Romantik, das kleine Instrument eher dem deutschen Barock folgt.

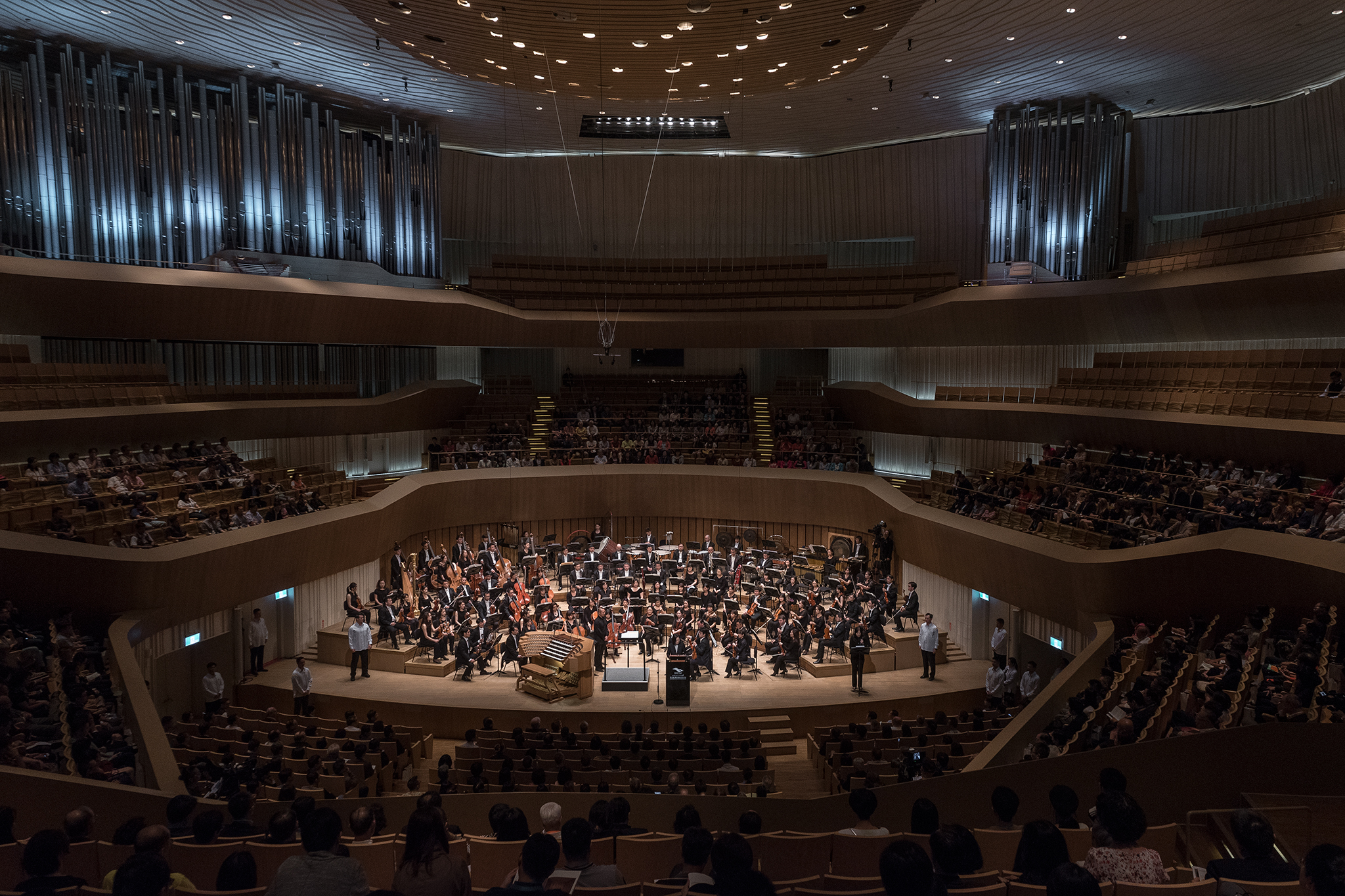
Orgelsituation im Konzertsaal

## Orgel
Die „symphonische“ Orgel verfügt über 80 Register zuzüglich 21 Extensionen und Transmissionen, die „klassische“ über 25 Register. Insgesamt besitzt die Orgelanlage 105 Register und 9085 Orgelpfeifen. Am 10. Oktober 2018 wurde die Orgel mit einem Konzert eingeweiht. Die beiden Instrumente verfügen über eine gleichstufig-schwebende Stimmung und sind auch zusammen spielbar. Beide Orgeln können von zwei weitgehend identischen Spieltischen aus bespielt werden. Einer der Spieltische steht auf der Bühne; die „klassische“ Orgel hat zusätzlich einen eigenen Spieltisch.

## Disposition
Die Disposition lautet wie folgt:

### Symphonische Orgel
| I Positiv expressiv C–c4 |       |
| Quintaton                | 16′   |
| Montre                   | 8′    |
| Salicional               | 8′    |
| Bourdon                  | 8′    |
| Unda maris               | 8′    |
| Flûte ouverte            | 4′    |
| Violon                   | 4′    |
| Chœur de Violes IV       | 2 ⁄3′ |
| Basson                   | 16′   |
| Horn                     | 8′    |
| Chœur de Rossignols      |       |
| Trémolo                  |       |

| II Grand-orgue C–c4 |        |
| Montre              | 16′    |
| Bourdon             | 16′    |
| Montre              | 8′     |
| Salicional          | 8′     |
| Flûte harmonique    | 8′     |
| Bourdon             | 8′     |
| Grosse Quinte       | 5 1⁄3′ |
| Prestant            | 4′     |
| Flûte ouverte       | 4′     |
| Grosse Tierce       | 3 1⁄5′ |
| Quinte              | 2 ⁄3′  |
| Septième            | 2 ⁄7′  |
| Doublette           | 2′     |
| Cornet V            | 8′     |
| Fourniture VI       | 2′     |
| Cymbale VI          | 1 ⁄3′  |
| Bombarde            | 16′    |
| Trompette           | 8′     |
| Chamade (SO)        | 16′    |
| Chamade (SO)        | 8′     |
| Chamade (SO)        | 4′     |

| III Récit expressiv C–c4 |        |
| Bourdon                  | 16′    |
| Diapason                 | 8′     |
| Flûte harmonique         | 8′     |
| Viole de Gambe           | 8′     |
| Voix céleste             | 8′     |
| Octave                   | 4′     |
| Flûte octaviante         | 4′     |
| Nazard harmonique        | 2 ⁄3′  |
| Octavin                  | 2′     |
| Tierce harmonique        | 1 3⁄5′ |
| Carillon IV              | 2 ⁄3′  |
| Cornet harmonique V      | 8′     |
| Plein jeu VI             | 2′     |
| Bombarde                 | 16′    |
| Trompette harmonique     | 8′     |
| Hautbois                 | 8′     |
| Voix humaine             | 8′     |
| Clairon                  | 4′     |
| Trémolo                  |        |

| IV. Grand-Chœr C–c4  |        |
| Principal            | 8′     |
| Bourdon              | 8′     |
| Octave               | 4′     |
| Nazard               | 2 ⁄3′  |
| Quarte               | 2′     |
| Tierce               | 1 3⁄5′ |
| Larigot              | 1 ⁄3′  |
| Septième             | 1 ⁄7′  |
| Sifflet              | 1′     |
| Grosse Fourniture VI | 2 ⁄3′  |
| Cymbale VI           | 1′     |
| Grosse Trompette     | 8′     |
| Cromorne             | 8′     |
| Gros Clairon         | 4′     |
| Trémolo              |        |

| V SOLO C–c4      |     |
| Flûte majeur     | 8′  |
| Gambe            | 8′  |
| Voix céleste     | 8′  |
| Flûte de Concert | 4′  |
| Grande Bombarde  | 16′ |
| Trompette        | 8′  |
| Cor anglais      | 8′  |
| Clairon          | 4′  |
| Chamade          | 16′ |
| Chamade          | 8′  |
| Chamade          | 4′  |

| Pédale C–g1          |         |
| Voix de Baleine      | 64′     |
| Flûte                | 32′     |
| Soubasse             | 32′     |
| Basse acoustique     | 32′     |
| Flûte                | 16′     |
| Principalbasse (G-O) | 16′     |
| Soubasse             | 16′     |
| Bourdon (G-O)        | 16′     |
| Grosse Quinte        | 10 2⁄3′ |
| Flûte                | 8′      |
| Octave               | 8′      |
| Bourdon              | 8′      |
| Grosse Tierce        | 6 2⁄5′  |
| Quinte               | 5 1⁄3′  |
| Septième             | 4 ⁄7′   |
| Octave               | 4′      |
| Flûte                | 4′      |
| Petite Quinte        | 2 ⁄3′   |
| Petite Flûte         | 2′      |
| Piccolino            | 1′      |
| Mixture VI           | 2 ⁄3′   |
| Contre Bombarde      | 32′     |
| Ière Bombarde        | 16′     |
| IIème Bombarde (SO)  | 16′     |
| Ière Trompette       | 8′      |
| IIème Trompette (SO) | 8′      |
| Clairon              | 4′      |

- Koppeln (Couplers): Tirasse Positif expressif (I–P), Tirasse Grand-orgue (II–P), Tirasse Récit expressif (III–P), Tirasse Grand-chœur (IV–P), Tirasse Solo (V–P), Tirasse Chamades (CH–P), Grand-orgue au Positif (II–I), Récit au Positif expressif (III–I), Grand-chœur au Positif (IV–I), Solo au Positif expressif (V–I), Chamades au Positif expressif (CH–I), Positif au Grand-orgue (I–II), Récit au Grand-orgue (III–II), Grand-chœur au Grand-orgue (IV–II), Solo au Grand-orgue (V–II), Grand-chœur au Récit (IV–III), Solo au Récit (V–III), Chamades au Récit (Ch–III), Solo au Grand-chœur (V–IV), Chamades au Grand-chœur (Ch–IV), Octaves graves Positif (Sub in I), Octaves aiguës Positif (Super in I), Octaves aiguës Grand-orgue (Super in II), Octaves graves Récit (Sub in III), Octaves aiguës Récit (Super in III), Octaves graves Grand-chœur (Sub in IV), Octaves aiguës Grand-chœur (Super in IV), Octaves graves Solo (Sub in V), Octaves aiguës Solo (Super in V)

### Klassische Orgel
| I Hauptwerk C–c4 |       |
| Quintadena       | 16′   |
| Principal        | 8′    |
| Gedackt          | 8′    |
| Gamba            | 8′    |
| Octave           | 4′    |
| Quinte           | 2 ⁄3′ |
| Superoctave      | 2′    |
| Mixtur V         | 1 ⁄3′ |
| Trompete         | 8′    |

| II Oberwerk C–c4 |        |
| Gedackt          | 8′     |
| Quintadena       | 8′     |
| Principal        | 4′     |
| Rohrflöte        | 4′     |
| Waldflöte        | 2′     |
| Quinte           | 1 1/3′ |
| Sesquialtera II  | 2 ⁄3′  |
| Scharff IV       | 1′     |
| Dulcian          | 8′     |
| Tremulant        |        |

| Pedal C–g1    |       |
| Subbass       | 16′   |
| Principal     | 8′    |
| Gedackt       | 8′    |
| Octave        | 4′    |
| Hintersatz IV | 2 ⁄3′ |
| Fagott        | 16′   |
| Trompete      | 8′    |

- Koppeln: II/I, I/P, II/P
- Koppeln Generalspieltisch: Hauptwerk – I, Hauptwerk – II, Hauptwerk – III, Hauptwerk – IV, Hauptwerk – V, Hauptwerk – P, Oberwerk – I, Oberwerk – II, 	 Oberwerk – III, Oberwerk – IV, Oberwerk – V, Oberwerk – P

## Trivia
Die lettische Organistin Iveta Apkalna nahm 2020 ihr Album mit französischer Orgelmusik auf der Kaohsiung-Orgel auf.